# Білий янгол
«Білий янгол» — евакуаційні групи поліції Донецької області, які здійснюють гуманітарні місії біля лінії фронту, в першу чергу евакуацію з прифронтових та окупованих територій області.
Створені 1 грудня 2022 року за ініціативою начальника Головного управління Нацполіції в Донецькій області Руслана Осипенка з метою забезпечення порятунку життя людей та надання всебічної допомоги цивільному населенню в районах бойових дій.  ВЭТПИ*****   

## Історія
Перша група «Білий янгол» сформувалася на початку російського вторгнення в місті Мар’їнка (нині зруйнованому та окупованому силами РФ). Поліцейські Курахівського райвідділу проявили ініціативу та почали рятувати людей з-під обстрілів, доставляти гуманітарну допомогу. Цю ініціативу підхопили інші правоохоронці, тому надалі було прийнято рішення створити підрозділ для гуманітарних місій на всіх напрямках фронту.
Назву екіпажу дали місцеві жителі відповідно до кольору автомобіля, на якому пересувались поліцейські, та їхньої відданої роботи з порятунку людей.

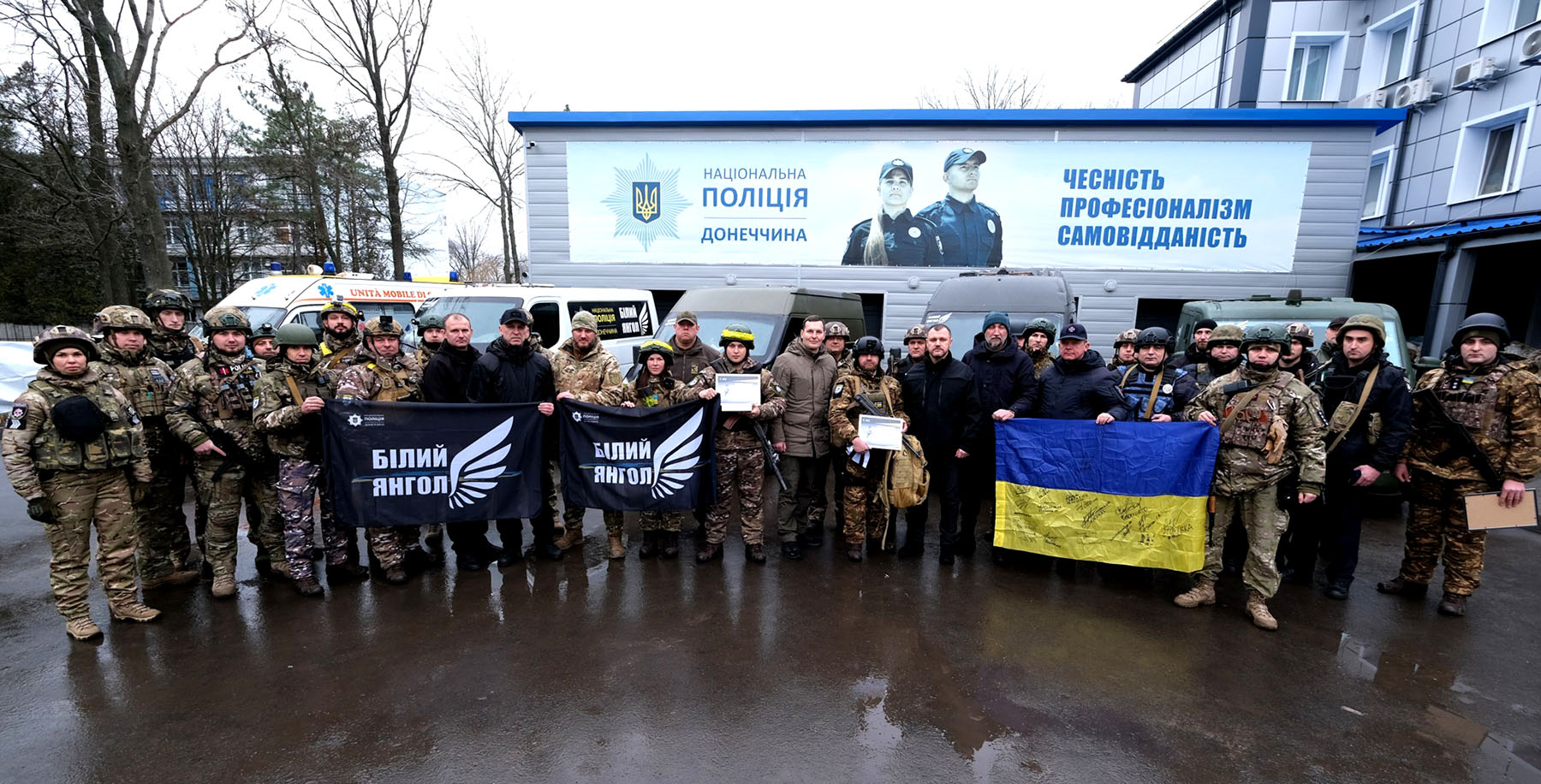
Історія створення груп «Білий янгол»

### Місія та завдання
Основними завданнями членів груп «Білий янгол» є: евакуація громадян, доставка гуманітарної допомоги, надання першої допомоги пораненим і медична евакуація, транспортування тіл загиблих, документування наслідків російських обстрілів, супроводження пенсій тощо. «Білі янголи» є універсальними рятівниками, що за відсутності підрозділів Державної служби з надзвичайних ситуацій та «швидкої допомоги» здатні виконувати їхні завдання.
У 2024 році на Донеччині працюють 10 груп (разом з резервними). Вони складаються з добровольців — працівників/працівниць різних підрозділів від кримінальної поліції до ювенальної превенції. 

### Результати
За час своєї діяльності станом на липень 2024 року групи здійснили понад 3 тисячі бойових виїздів. Евакуювали понад 7,3 тис. людей, з них 800 дітей. Зокрема було евакуйовано все цивільне населення міста Мар’їнка, а також усіх жителів з частини Очеретинської громади поблизу Авдіївки. Екіпажі забезпечують всі етапи обов’язкової примусової евакуації дітей на Донеччині. 
Поліцейські транспортували до лікарень близько 500 осіб і доставили у прифронтові населені пункти понад 700 тонн гуманітарної допомоги.
Під час виконання завдань поліцейські групи «Білий янгол» неодноразово потрапляли під ворожі обстріли, внаслідок яких отримували контузії та пошкодження службових авто.

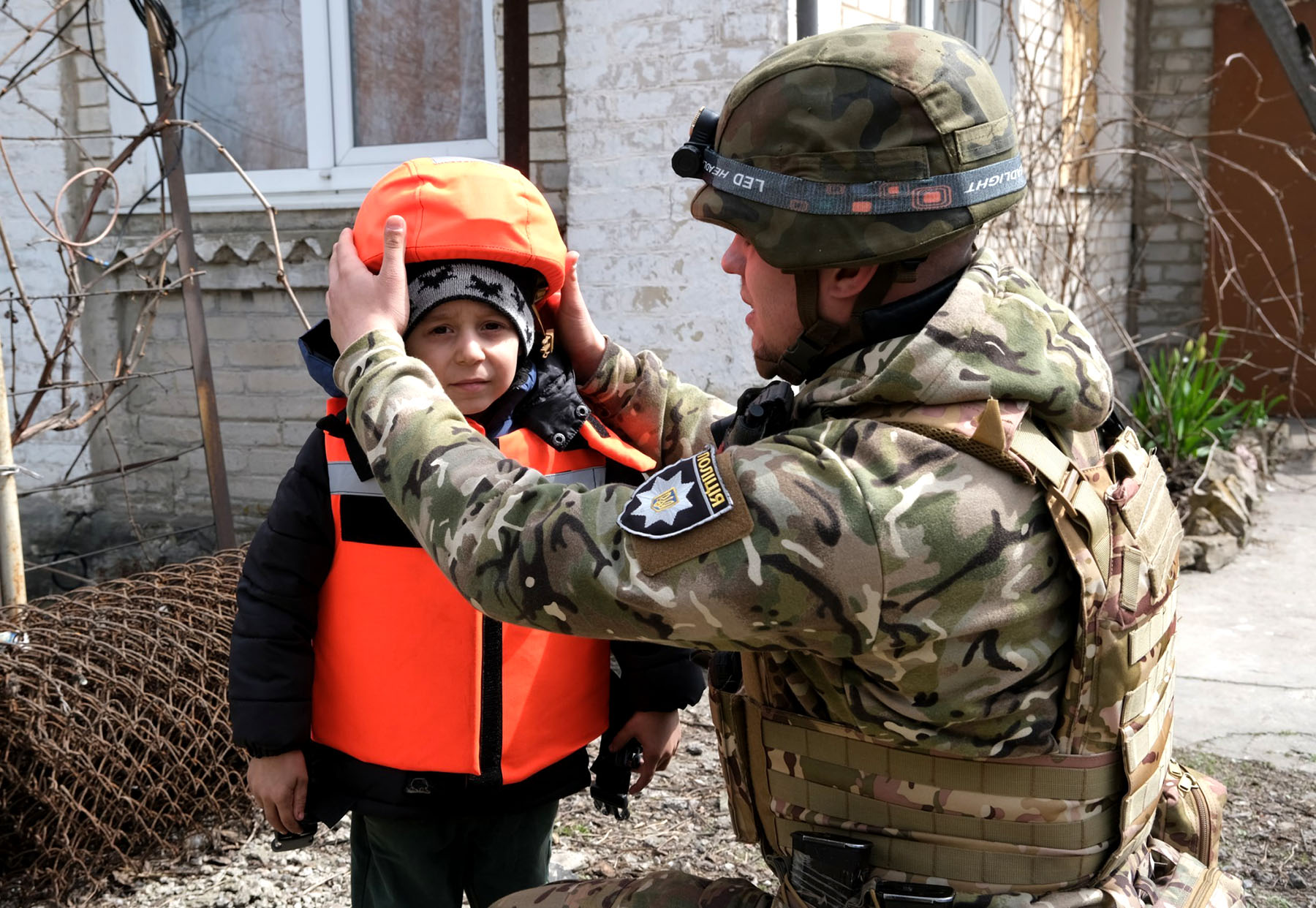
Евакуація дітей «Білими янголами»

### Міжнародне визнання
«Білий янгол» отримав визнання у багатьох країнах світу. Про поліцейських-рятівників знімали сюжети й писали BBC, Агентство Франс Прес (AFP), Associated Press, Spiegel, The Guardian, The Independent, The New York Times та інші.
Окрім численних згадок в іноземних медіа, світ побачили три документальні фільми про «Білих янголів»: два українських та один — виробництва Німеччини, який взяв участь у міжнародному кінофестивалі DOK Leipzig, а також виборов «золото» та Гран Прі на фестивалі New York Festivals 2024 TV & Film Awards в США.